# Cyklistická stezka Brno–Vídeň
Cyklistická stezka Brno–Vídeň je dobrovolný svazek obcí v okresu Brno-venkov, okresu Brno-město, okresu Břeclav a okresu Znojmo, jeho sídlem jsou Židlochovice a jeho cílem je rozvoj cestovního ruchu. Sdružuje celkem 24 obcí a byl založen v roce 2004.

## Obce sdružené v mikroregionu
- Blučina
- Brod nad Dyjí
- Hevlín
- Hrabětice
- Hrušovany nad Jevišovkou
- Hrušovany u Brna
- Ivaň
- Jevišovka
- Brno
- Modřice
- Nosislav
- Novosedly
- Nový Přerov
- Opatovice
- Pasohlávky
- Přibice
- Přísnotice
- Rajhrad
- Rajhradice
- Rebešovice
- Vojkovice
- Vranovice
- Žabčice
- Židlochovice